# Aram Avagyan
Aram Avagyan (in armeno Արամ Ավագյան?; Erevan, 18 gennaio 1991) è un pugile armeno.

## Palmarès

### Europei dilettanti
- 2 medaglie:
  - 2 bronzi (Minsk 2013 nei -56 kg; Samokov 2015 nei -56 kg)